# 聖天
聖天，约公元3世纪印度大乘佛教人物，中觀派龍樹之徒。聖天又名阿利耶·提婆，「阿利耶」為「聖」、「高貴」之意，故藏傳佛教譯為聖天、聖提婆，因为他有一只眼睛失明，所以又被称为片目天（音译为迦那提婆）；被佛教徒尊稱為提婆菩萨；在藏地，與其師龍樹為被列入二勝六莊嚴之一。

## 生平
圣天是大乘佛教中观派创始人龙树的弟子。他的出身不详，中观派的另一位重要学者月称认为，圣天生于斯里兰卡，而且是一位王子；而汉译的《提婆菩萨传》则认为他出生于印度南部的一个婆罗门家庭。圣天从龙树处学习大乘般若学。汉文资料说，圣天是個雄辩大師。聖天是龍樹的繼承人，其與龍樹之分別，在於聖天激烈地批判婆羅門「外道」，因此最後被婆羅門弟子所謀殺。
圣天是许多重要的中观派论著的作者。他的著作的梵文原本都没有保存下来，现在研究者能看到的是用汉语和藏语翻译过来的版本。但是对比可知，它们也不是完全翻译（尤其是汉译圣天著作）。圣天最有名的著述是《四百论》，一共有16品，中文翻译了后8品（所谓《广百论本》）。
有很多著作被归入圣天名下，但较严肃的西方研究者认为可能出自其門徒，或者他人偽託，並非圣天本人所撰。

## 著作
- 百论（Sataka）
- 四百论、廣百論（Catuhsataka）[2]
- 百字论[3]

## 资料来源
- 《辞海》，1979年版，705页提婆条
- 朗，《圣天的四百论》，哥本哈根
- 魏德迈，Aryadeva's Lamp that Integrates the Practices: The Gradual Path of Vajrayana Buddhism according to the Esoteric Community Noble Tradition，纽约哥伦比亚大学出版社